# Пушкариу, Секстил
Пушкариу Секстил (рум. Sextil Puşcariu; 4 января 1877, Брашов, Румыния — 5 мая 1948, Брани, Румыния) — румынский лингвист, литературный критик.

## Биография
Секстил Пушкариу родился 4 января 1877 г. в Брашове (Трансильвания). Учился в гимназии. Высшее образование получил в Лейпцигском (1895—1899), Парижском (1899—1901), Венском (1901—1905) университетах, где в 1904 г. защитил докторскую диссертацию.

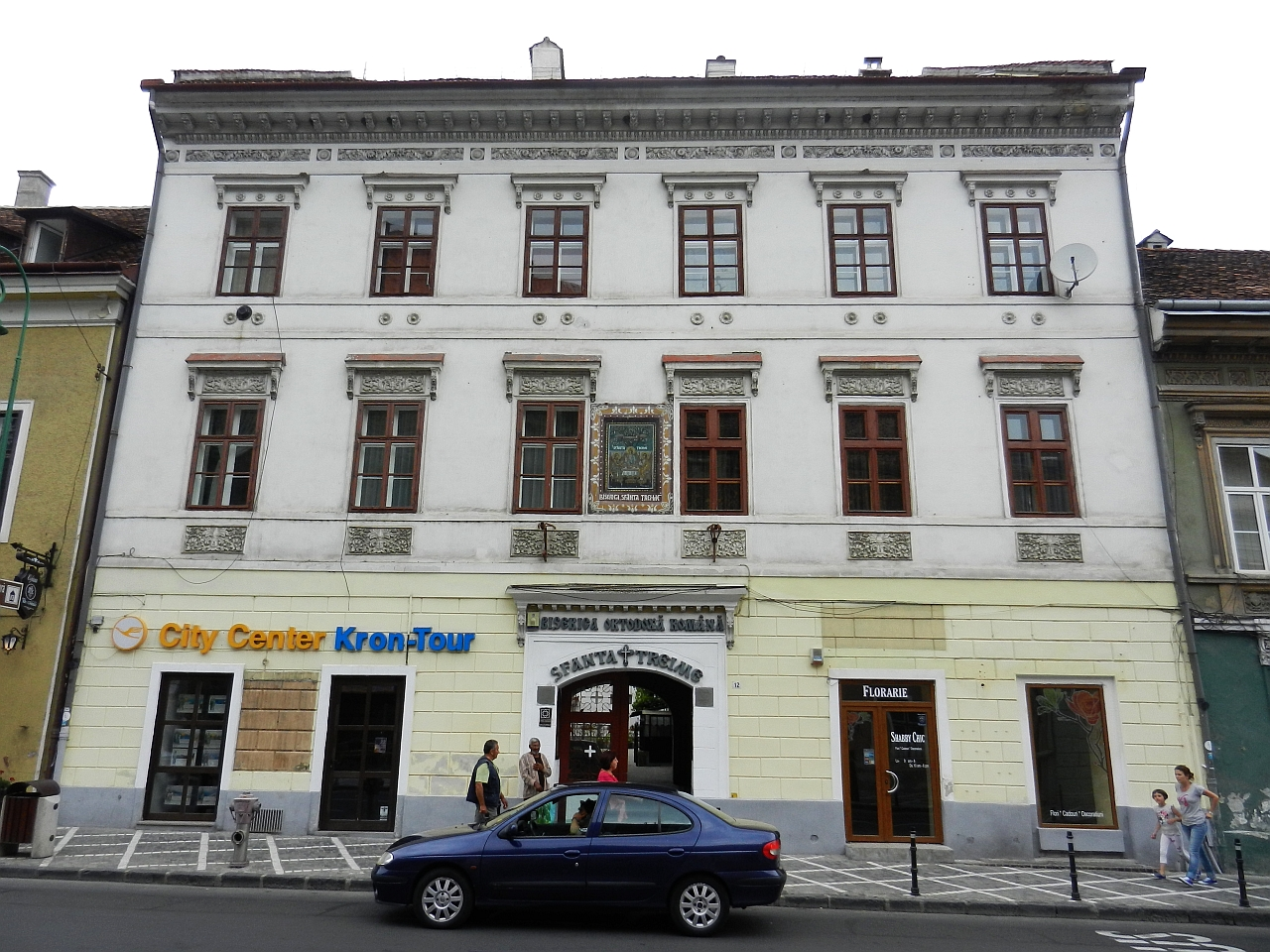
Родной дом Пушкариу в Брашове

В 1906 г. назначен профессором румынского языка и литературы Черновицкого университета, в 1918 г. — деканом философского факультета. В 1914 г. избран членом Румынской Академии наук, в 1919 г. — ректором Клужского университета. Инициатор создания Румынского института лингвистики (Музей румынского языка), который возглавлял до конца своей жизни.

## Научная деятельность
В 1931 г. читал курсы в 8 городах Франции. Его научные исследования охватывали разнообразные аспекты филологии и лингвистики. Наиболее известные труды:
- Этимологический словарь румынского языка. Латинский элемент с учетом всех романских языков (1905, переизд. 1975)
- История румынской литературы. Древняя эпоха (1930).
- Румынская антология (1938).
- Румынский язык. Общий обзор (1940).
- Брашов других времен (1943).
- Румынский язык (1945).
- Воспоминания (1978).

## Общественная деятельность

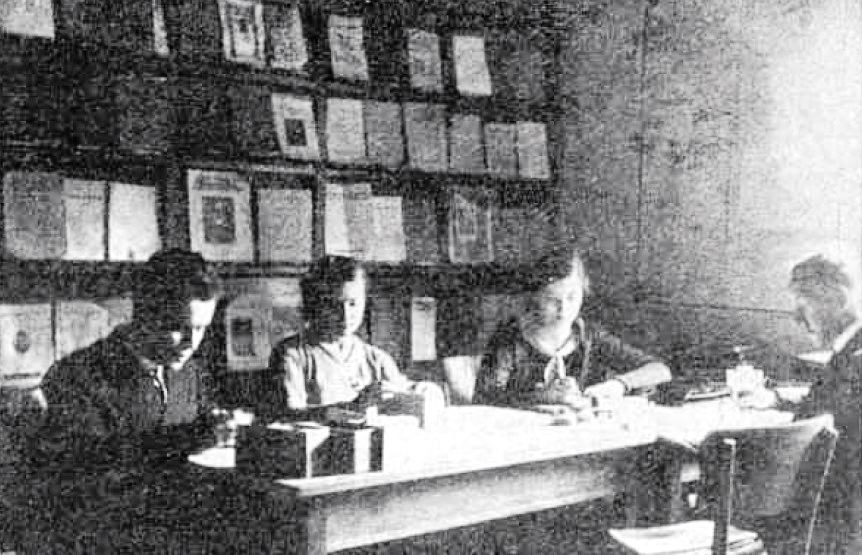
Студенты на занятиях в Университете румынского языка

Избирался в состав «Общества румынской культуры и литературы на Буковине». В 1922—1926 гг. был официальным делегатом румынского правительства в Лиги Наций. В 1928 г. назначен членом Ордена Румынской Короны в ранге Великого Офицера.
Был инициатором создания и руководителем ряда публицистических изданий:
- «Glasul Bucovinei» (1918—1940) («Голос Буковины»),
- «Cultura» (1924) («Культура»),
- «Dacoromania» (1920—1948),
- «Drumul Nou» (1931) («Новый путь»).

Умер 5 мая 1948 г. в местности Брани, похоронен в родном городе Брашове.